# LEW V DE
Die Lokomotiven der Baureihe V DE entstanden durch Exportauftrages für den Bundesstaat São Paulo in Brasilien durch den Lokomotivbau Elektrotechnische Werke „Hans Beimler“ Hennigsdorf. Sie wurden für Güterverkehr, Dienstzüge und Rangierarbeiten konzipiert und entstanden mit verschiedenen Leistungen und Spurweiten als DE I (1600 mm Spurweite und 717 kW), DE II (1000 mm Spurweite und 717 kW) und DE III (1000 mm Spurweite und 957 kW). Ab 1971 wurden alle Lokomotiven bei der Fepasa beheimatet und behielten ihre ursprünglichen Farbgebung.
2012 waren noch drei DE I, fünf DE II und vier DE III einsatzfähig. Die letzten Bilddokumente der Loks stammen aus dem Jahr 2020.

## Geschichte
Auf Grund des Beschlusses zur Verdieselung der DDR hatte LEW eine enorme Steigerung der Fertigung von Diesellokomotiven mittlerer Leistung zu verzeichnen. Daraus ergaben sich ein Exportauftrag für Brasilien, um dort den Bedarf an Diesellokomotiven mittlerer Leistung zur Ablösung der Dampflokomotiven zu decken.
1966 entstanden die ersten Lokomotiven. Für die Abwicklung des Vertrages mussten bestimmte Kundenwünsche durch Kooperationsverträge erfüllt werden. So wurden die Dieselmotoren von SACM und die Bremsausrüstung von Westinghouse ausgerüstet. Eine DE III wurde 1966 auf der Leipziger Messe ausgestellt und dort mit einer Goldmedaille prämiert. 1967/68 entstanden die restlichen Lokomotiven der Serien.

### Cia Paulista Estradas de Ferro
1967 und 1968 wurden 36 Lokomotiven mit einer Leistung von 717 kW von der Companhia Paulista de Estradas de Ferro gekauft und für Rangierarbeiten und für Dienstzüge verwendet. Diese Lokomotiven hatten keine Widerstandsbremsen und besaßen einige äußere Detailunterschiede.

### Estrada de Ferro Sorocabana
Ebenfalls 1967 und 1968 wurden 27 Lokomotiven des Typs von der Companhia Paulista de Trens Metropolitanos in Meterspur mit einer Leistung von 717 kW gekauft. Ihr Einsatz waren Rangierarbeiten, Dienst- und Güterzüge.

### Companhia Mogiana de Estradas de Ferro
Von der Companhia Mogiana de Estradas de Ferro wurden 1967/68 17 Lokomotiven für Meterspur beschaft. Sie hatten eine höhere Leistung durch einen 16-Zylinder-Viertakt-Dieselmotor. Ihr Einsatz waren die Rangierarbeiten, Güter- und Dienstzüge. Sie hatten eine Höchstgeschwindigkeit von 100 km/h.

### Ferrovia Paulista SA
Ab 1971 wurden alle Lokomotiven Eigentum der Fepasa. Die DE I erhielten die Betrtiebsnummern 7761–7796, die DE II die Nummern 3701–3730 und die DE III die Nummern 3751–3767 bezeichnet. Die Lokomotiven verkehrten in allen Landesteilen und erhielten die volkstümliche Die Deutschen.
Ab den Jahren 1999/2000 wurden die Lokomotiven der Fepasa von der América Latina Logística übernommen. 2012 waren noch im die DE I 7765, 7767 und 7770, die DE II 3703, 3705, 3715, 3720 und 3730 und die DE III 3762 und 3765–3767 im Einsatz. Sie hauptsächlich für Wartungsarbeiten im Gleisbau eingesetzt. Zudem war ein Touristenzug bei der Companhia Paulista de Trens Metropolitanos nach San Roque geplant. Die letzten Bilddokumente stammen aus dem Jahr 2017 von ausgesonderten Maschinen.

## Technische Merkmale

### Mechanik
Die Lokomotiven sind Haubenlokomotiven mit etwas außermittigem Führerstand, der so breit wie der Rahmen und etwas breiter als die Vorbauten war.
Der Rahmen wurde in Stahlleichtbau mit kastenförmigen Trägern in Schweißkonstruktion ausgeführt. Das Führerhaus mit zwei Führerständen und die Vorbautenhauben sind einzeln aufsetzbar gestaltet und nicht tragend. Am Rahmen sind an den Enden Mittelpufferkupplungen vorhanden. Die Verlustwärmeabführung geschieht durch Kühlluftstrom von außen nach außen, Kühlwasser, Motorschmieröl und Ladeluftkühlung über Wärmetauscher und getrennten Kühlkreislauf.
Die Drehgestelle sind eine Schweißkonstruktion mit Kasten- und Rohrprofilen. Die direkte Federung der Achslager wird bei der DE I mit einer Kombination aus Blatt- und Schraubenfeder durchgeführt, bei den DE II und III nur mit Schraubenfedern. Die gewalzten Scheibenräder sind rollenachsgelagert. Mit dem Fahrmotor sind sie über Tatzlagerantrieb mit einseitigen geradverzahnten Zahnrädern verbunden. Die Drehgestelle werden mit tiefangelegten gefederten Drehzapfen geführt, die indirekte Federung der Drehgestelle geschieht über vier Sätze mit Schraubenfedern und gleitenden Druckplatten.
Motormäßig sind die Fahrzeuge mit einem 12-Zylinder-Viertakt-Dieselmotor bzw. einem 16-Zylinder-Viertakt-Dieselmotor von SACM ausgestattet, die jeweils direkt mit dem Generator verbunden sind. Über Keilriemen vom freien Generatorende wird der Hilfsgenerator und über eine Welle unter dem Führerhaus der zweite Fahrmotorlüfter, der Luftverdichter und bei der DE II und III der Bremswiderstandslüfter angetrieben.
Die Lokomotiven sind mit der Druckluftbremse direkt und indirekt, einer Handbremse und bei der DE II und III mit der Widerstandsbremse ausgerüstet. Die dafür benötigte Druckluft wurde von einem Kolbenkompressor für 195 m³ erzeugt. An allen Rädern ist eine doppelseitige Klotzbremse vorhanden.

### Elektrik
Der Traktionsgenerator ist eine Gleichstrommaschine und versorgt die vier Fahrmotoren, die in Parallelschaltung angeordnet sind. Gesteuert werden sie über elf Fahr- und Bremsstufen. Dabei wird ab Fahrstufe vier mit Hilfe eines Woodward-Reglers eine automatische Anpassung der Generatorleistung an die eingestellte Dieselmotorleistung vorgenommen. Die Fahrmotoren der DE I und DE II besitzen zusätzlich eine Shuntierungsstufe, die der DE III zwei. Die DE II und III besitzen eine Widerstandsbremse mit Erregung vom Hauptgenerator.
Die Batterie wird vom Hilfsgenerator geladen, sie ist eine Ni-Cd-Batterie und versorgt ein 64 V Steuerstromnetz. Der Dieselmotor wird vom Hauptgenerator angelassen.
Die Lokomotive besitzt Vielfachsteuerung. Dabei können von einem Führerstand vier Lokomotiven gesteurert werden.